# Звездочётова, Лариса Юрьевна
Лариса Юрьевна Звездочётова (род. 25 июня 1958, Одесса) — украинская художница.

## Биография
С 1975 по 1982 год училась на художественно-графическом факультете Одесского педагогического института им. К. Д. Ушинского.
В начале 1980-х перебралась в Москву, где стала заметным участником наиболее актуальных и получивших мировую известность художественных группировок: АптАрт, Клуб авангардистов («Клава»), «Фурманный переулок» и др.
1992—1993 преподавала в Академиях искусств Осло и Гётеборга.
1994—1995 вела мастер-классы в Центре современного искусства, Москва. 1995 artist-in-residence в Париже по приглашению города Парижа.
2000 участие в международной программе artist-in-residence Schloss Plueschow, Германия.
2000 стипендиат программы Civitella Ranieri Foundation Fellowship, Умбертиде, Италия
Работы Ларисы Звездочетовой выставлялись на таких престижных художественных ярмарках и аукционах, как Art Cologne, FIAC, ART Hamburg, Арт-Москва, Сотбис, Кристис, Филлипс де Пюри, «Золотое сечение» (Киев).
Живёт и работает в Нидерландах, а также в Москве и Одессе.

## Работы находятся в собраниях
- Государственная Третьяковская галерея, Москва.
- Государственный Русский музей, Санкт-Петербург.
- Фонд культуры «Екатерина», Москва.
- Коллекция Stella Art Foundation, Москва.
- Коллекция Саймона Вальдрона.
- Collection of Contemporary Russian Art of the Zimmerli Art Museum, НьюДжерси.
- Duke University Museum of Art, Дарем, США.
- Collection of Contemporary Russian Art of the Zimmerli Art Museum.
- Neue Galerie — Sammlung Ludwig, Аахен, Германия.
- Musee de l`Art Contemporain de la ville de Paris, Париж, Франция.
- Galleria Carini, Флоренция, Италия.
- Galerie Franck Eric, Женева, Швейцария.
- Э. Соломон, Нью-Йорк, США.
- П. Спровьери, Рим, Италия.
- П. Халонен, Хельсинки, Финляндия.
- Центр Жоржа Помпиду

## Персональные выставки
- 2016 — «Коллекция!». Центр Жоржа Помпиду, Париж.
- 2012 — «Бутоньерка». Малая Галерея Мыстецкого Арсенала, Киев.[1][2]
- 2012 — «Русские невесты». Галерея ОКНО, Одесса.
- 2009 — «Новые работы». AAA Gallery, Роттердам, Голландия.
- 2009 — «Проходящие мимо». Galerie T, Мидделбург, Голландия.
- 2008 — «На берегу». Файн Арт галерея, Москва.
- 2007 — «Прерванные связи». KunstSuper Gallery, Роттердам.
- 2006 — «Триптих». Pictura, Дордрехт, Голландия.
- 2005 — «Общий Язык». Galeria Jamete, Квенка, Испания.
- 2004 — «И детям тоже…» Айс кафе Арис Лаан, Ден Хельдер.
- 2004 — «Б/У из Германии». Муниципальный музей им. Блещунова, Одесса.
- 2004 — «Новые работы». Государственная Третьяковская галерея, Москва.
- 2004 — «Женское». Муниципальный музей им. Блещунова, Одесса.
- 2004 — «Миф красоты». XL галерея, Москва.
- 2003 — «Миф красоты». Муниципальный музей им. Блещунова, Одесса.
- 2002 — «Золотой миф». Vrije Universiteit, Амстердам, Голландия.
- 2001 — «Прогулки Святого Франциска» (инсталляция). Civitella Ranieri Foundation, Умбертиде, Италия (каталог).
- 1999 — «Миф красоты» (инсталляция). Schloss Plueschow, Германия.
- 1998 — «Женские Истории». Русский центр, Амстердам.
- 1998 — «Женские портреты». De Waag, Амстердам.
- 1997 — «Новые работы». Русский Центр, Амстердам.
- 1996 — «Еда и мода». Cite des Arts, Париж.
- 1995 — «Египтомания». Муниципальный музей им. Блещунова, Одесса.
- 1993 — «Нет тебя прекрасней». L Галерея, Москва.
- 1992 — совместно с К. Звездочетвым. Musee de l’Art Moderne de la Ville Geneve, Женева, Швейцария.
- 1992 — «Life and Death; the Hunter and the Deer». Krings-Ernst Galerie, Кёльн, Германия.
- 1990 — «Schoenheit rettet die Welt». Galerie Avantgard, Берлин, Германия.
- 1989 — «Новые работы». Первая галерея, Москва.